# Matka (Skopje)
Matka (en macédonien Матка, en albanais Matka) est un village situé à Saraï, une des dix municipalités spéciales qui constituent la ville de Skopje, capitale de la Macédoine du Nord. Le village comptait 468 habitants en 2002. Il se trouve au sud du quartier de Saraï, qui forme l'extrémité occidentale de l'agglomération de Skopje. Matka est construit le long de la Treska, qui est retenue depuis 1938 par un barrage. Ce barrage forme le lac Matka, qui s'étend au fond d'un canyon pittoresque. La présence d'églises médiévales et la possibilité d'y faire des sports aquatiques en font un des sites les plus touristiques des environs de Skopje. Le village se trouve à 11 kilomètres de Skopje, il est environné par le mont Vodno et par le massif de la Yakoupitsa.

## Démographie
Lors du recensement de 2002, le village comptait :
- Albanais : 300
- Macédoniens : 167
- Serbes : 1

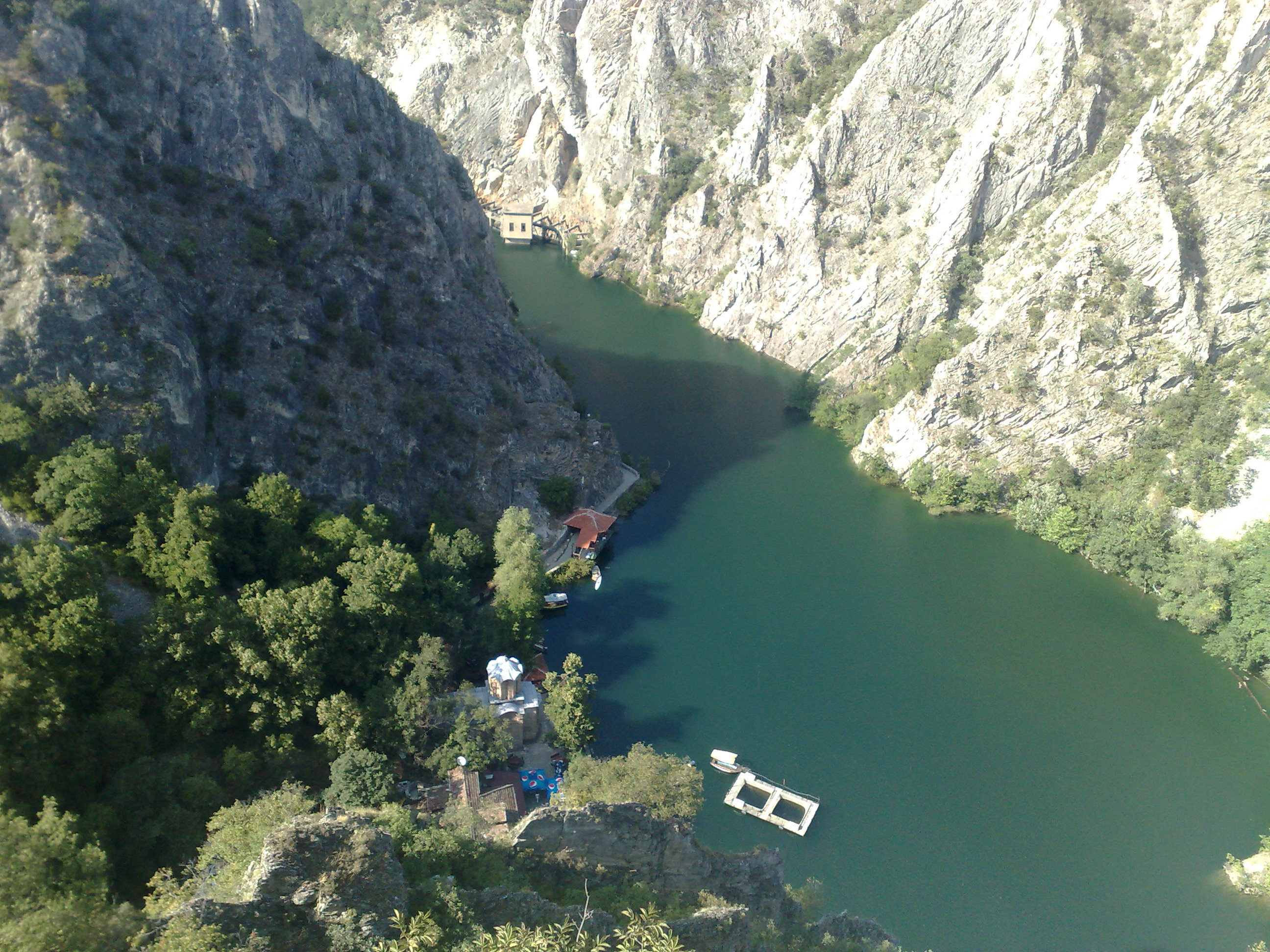
Le lac vu depuis le sommet du canyon
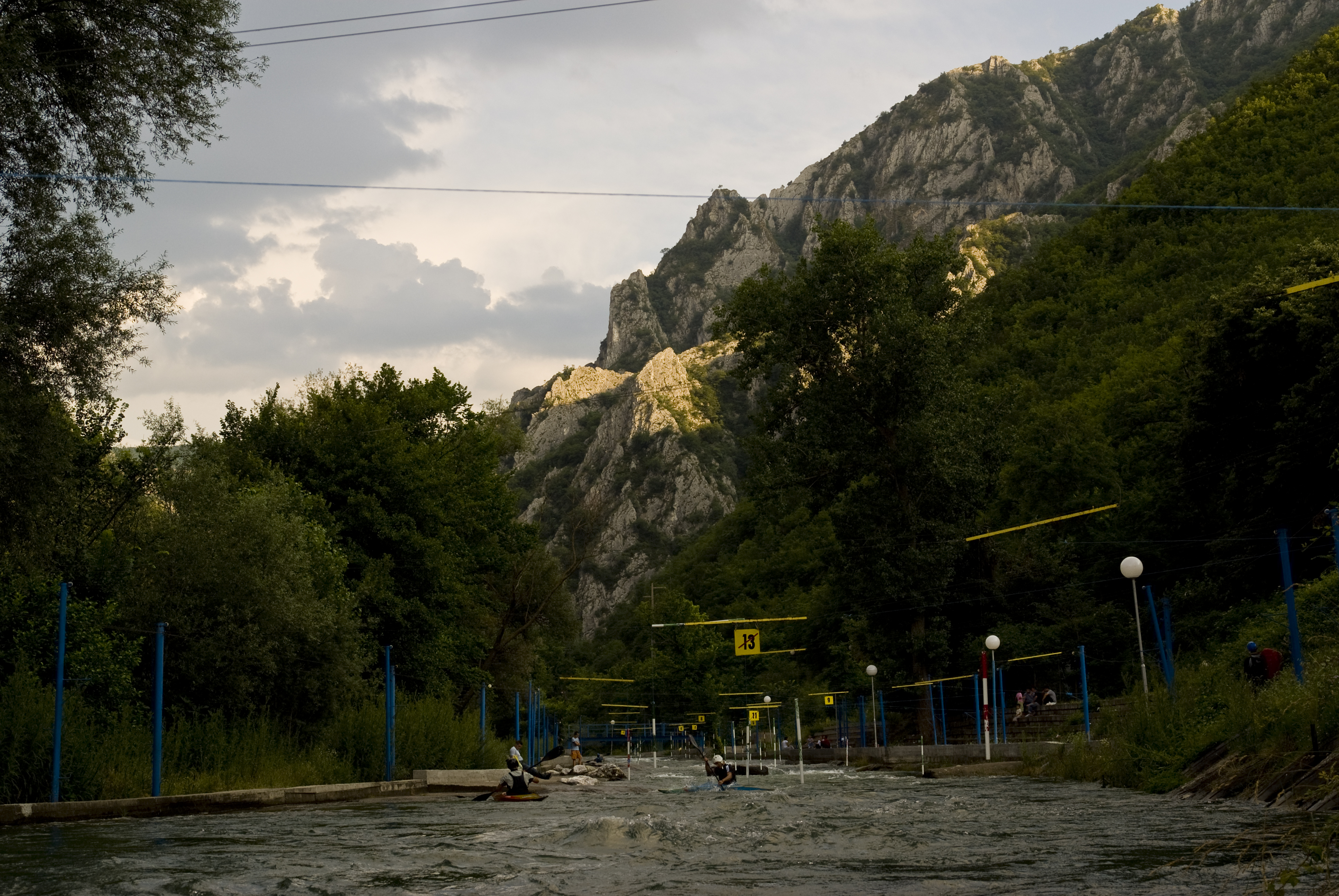
Kayaks
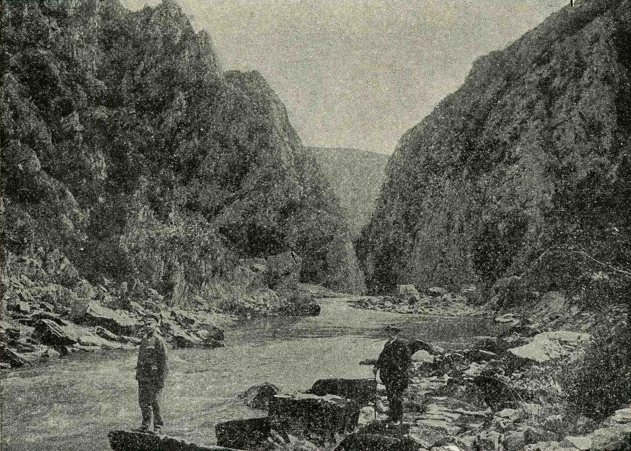
Le canyon en 1919, avant la construction du barrage
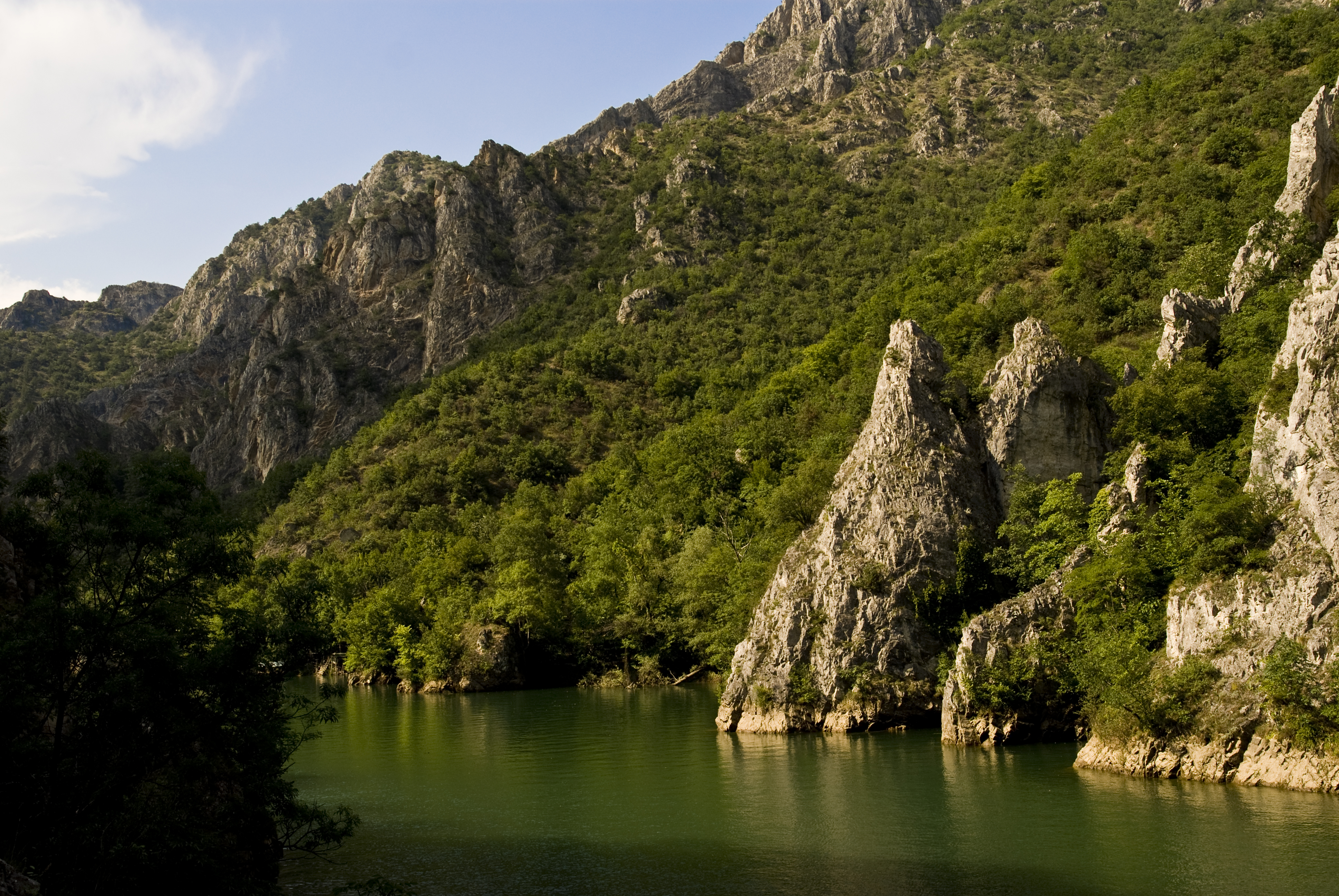
Le lac
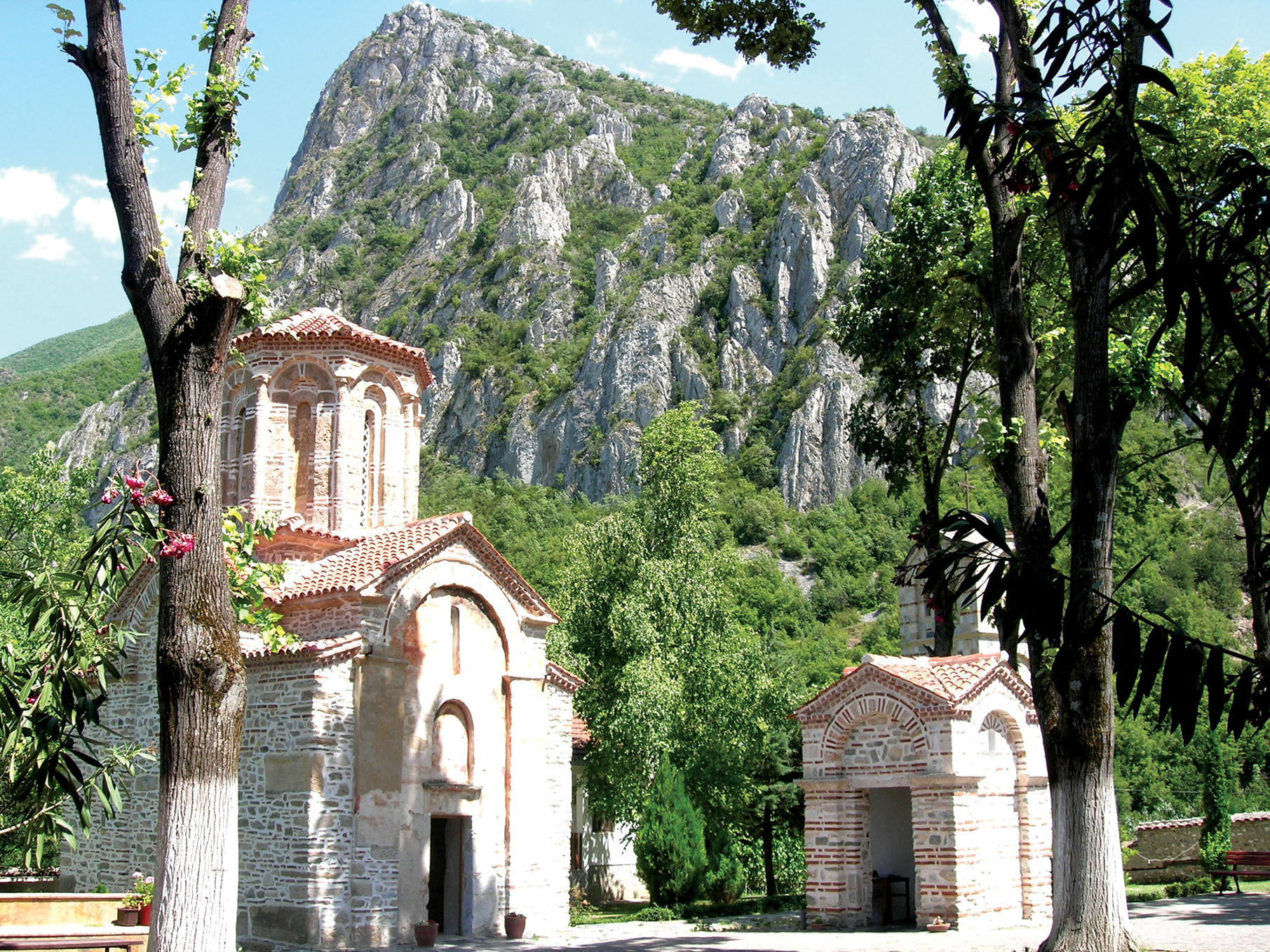
Le monastère de Matka
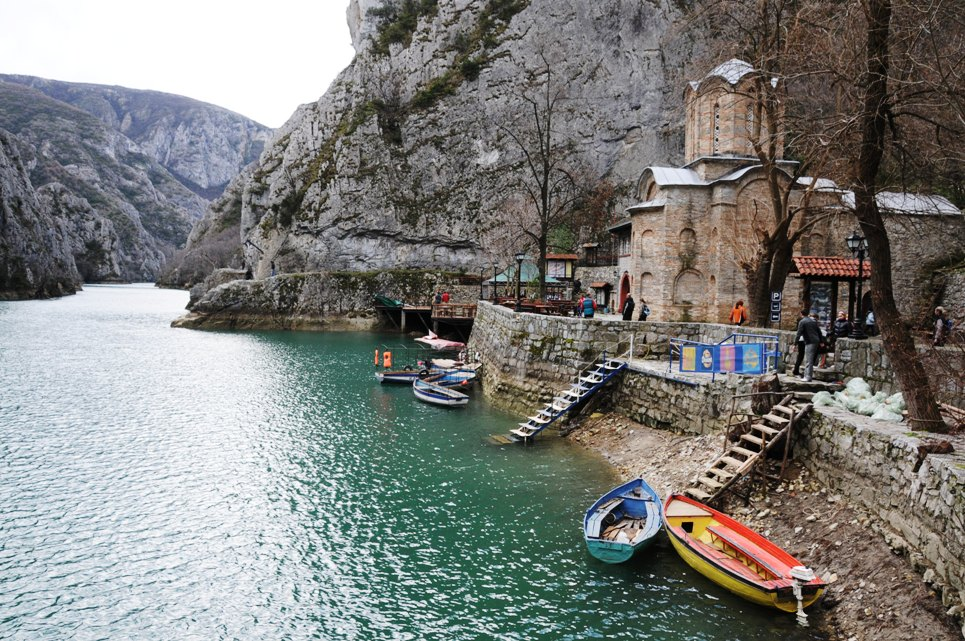
Le monastère Saint-André
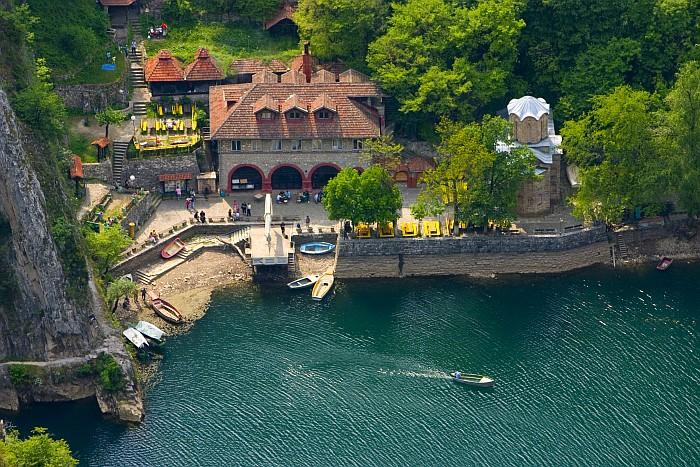
Le monastère Saint-André